# 查巴·梅積利
查巴·梅積利（Jaba Mujiri，1980年6月7日—），是格魯吉亞的足球運動員，司職後衛。

## 榮譽
- 格魯吉亞聯賽: 1
  - 2003/04

- 伊朗盃: 2
  - 2005/06
  - 2006/07